# Oorlepelzwam
De oorlepelzwam (Auriscalpium vulgare) is een paddenstoel die behoort tot de familie Auriscalpiaceae. De paddenstoel wordt algemeen aangetroffen in Europa, Midden-Amerika, Noord-Amerika en gematigd Azië. De oorlepelzwam groeit alleen op de afgevallen kegels van naaldbomen. Hij groeit saprobiotisch op dennenappels die op de grond liggen of begraven zijn; zelden komt hij voor op sparrenkegels. De schimmel komt bijna het hele jaar door voor.

## Kenmerken

### Uiterlijke kenmerken
De vruchtlichamen zijn verdeeld in een hoed en een steel die aan de zijkant van de hoed is bevestigd. De niervormige tot afgeronde hoed is 5 tot 20 mm breed en licht bol. De bovenzijde is bruinachtig bij jonge vruchtlichamen en donker tot kastanjebruin bij oudere. Het oppervlak is harig en droog. De hoed heeft een karakteristieke inkeping waar hij aan de steel vastzit.
De sporenvormende laag aan de onderkant van de hoed bestaat uit stekels. De priemachtige stekels zijn bleek tot vuilbruin met een donkere punt en 2 à 3 mm lang. Ze lopen nauwelijks af langs de steel. De sporenafdruk is wit. De steel is 20-60 (-100) mm lang en 1-2 mm dik. Het oppervlak van de volle, taai-elastische steel is donker- tot kastanjebruin en net als de hoed behaard. Zelden ontspringen twee of drie vruchtlichamen aan de basis van de steel.
Het taaie vruchtvlees van de oorlepelzwam is houtachtig bruin in de hoed en zwart in de steel. Gewoonlijk vertoont het vlees van de hoed, dat slechts 0,5 mm dik is, een donkere lijn onder het viltachtige oppervlak. De geur van de paddenstoel is onbeduidend, de smaak is scherp.

### Microscopische kenmerken
De sporen zijn ovaal-bolvormig, hyaliene, amyloïde, geornamenteerd met fijne stekels en 4–5,5 × 3,5–4,5 µm groot.

## Verspreiding

Europees verspreidingsgebied
groen = landen met waarnemingen
roomwit = landen zonder waarnemingen
lichtgrijs = geen gegevens
donkergrijs = niet-Europese landen.

De oorlepelzwam komt voor in Noord-Amerika (Canada, Mexico, Verenigde Staten), Azië (Kaukasus, Siberië, Noord-India, West-Pakistan, Japan, Zuid-Korea en China) en Europa. Hij is ook gevonden in Zuid-Amerika. In het Holarctisch gebied komt hij in het meridionale tot boreale deel voor. In Zuid-Europa (Zuid-Frankrijk en de Balkan) is de schimmel zeldzaam en is de verspreiding ervan meestal beperkt tot de bergen. In het noordwesten (Verenigd Koninkrijk en Ierland), het westen (Benelux) en in heel Midden-Europa tot in Hongarije is de oorlepelzwam wijdverbreid. In Noord-Europa is hij vrij algemeen in het zuiden van Fennoscandinavië en het noordwesten van Rusland. Hij wordt zeldzamer ten noorden van de 60e breedtegraad, maar is te vinden in Noorwegen en Zweden tot aan de 66e breedtegraad. Volgens Krieglsteiner komt hij in Finland aan de westkust van de Botnische Golf voor tot 70 graden noorderbreedte.

## Foto's

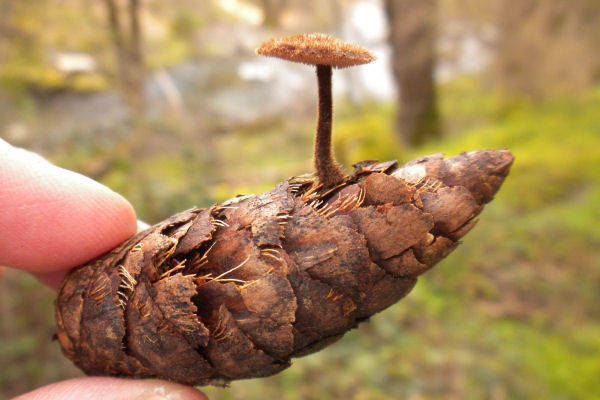
Exemplaar op  een kegel van douglasspar
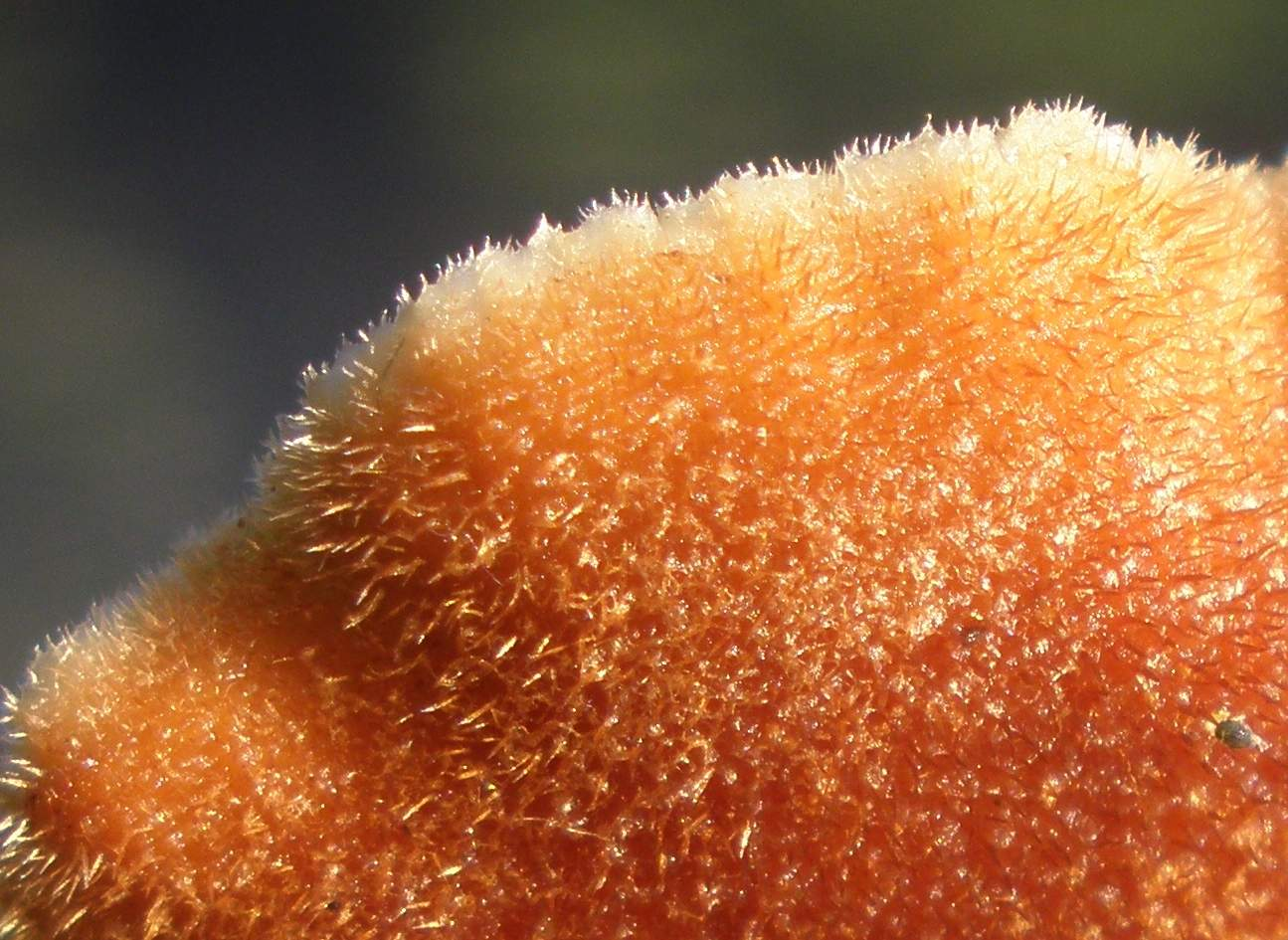
Het hoedoppervlak is borstelig bij jonge vruchtlichamen.
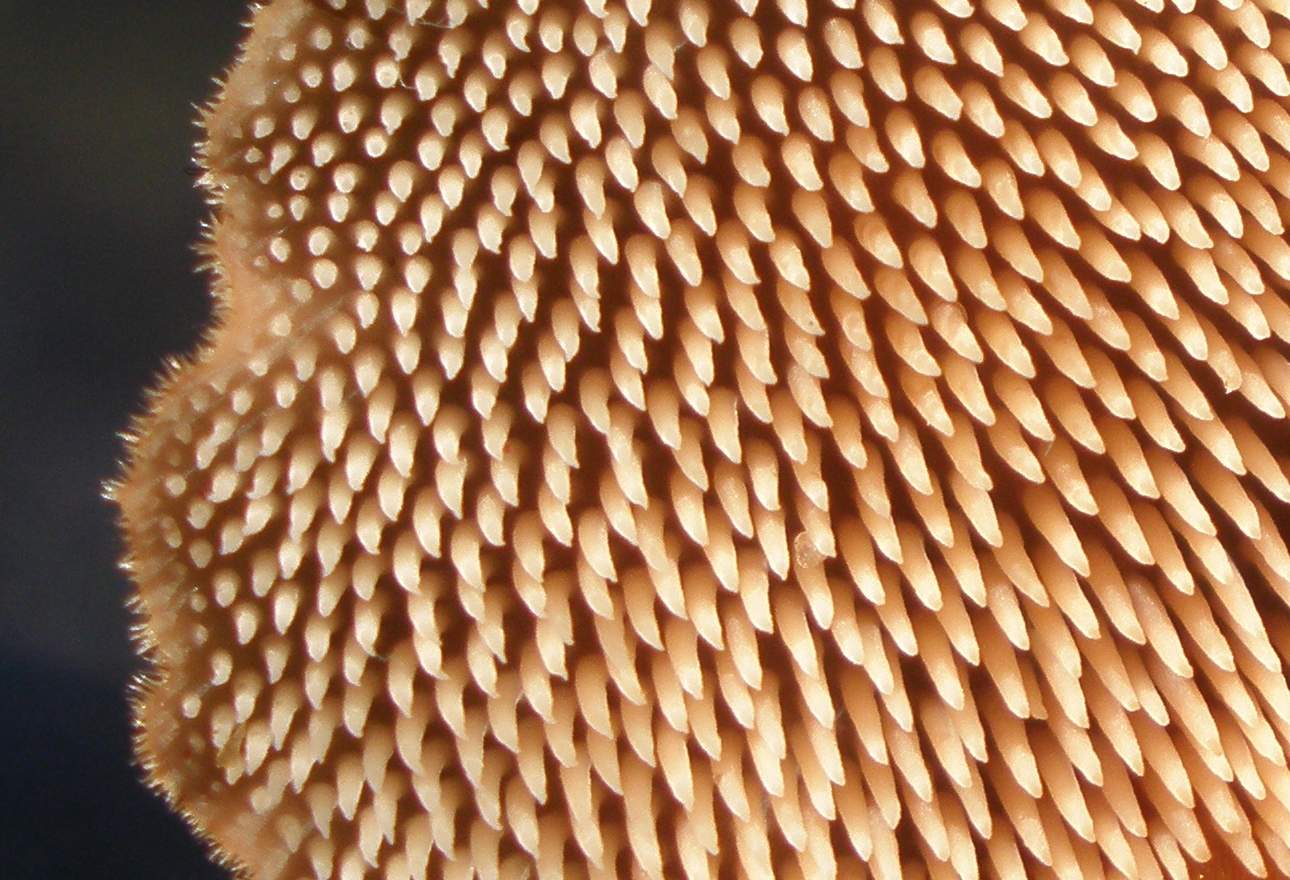
Sporendragende stekels
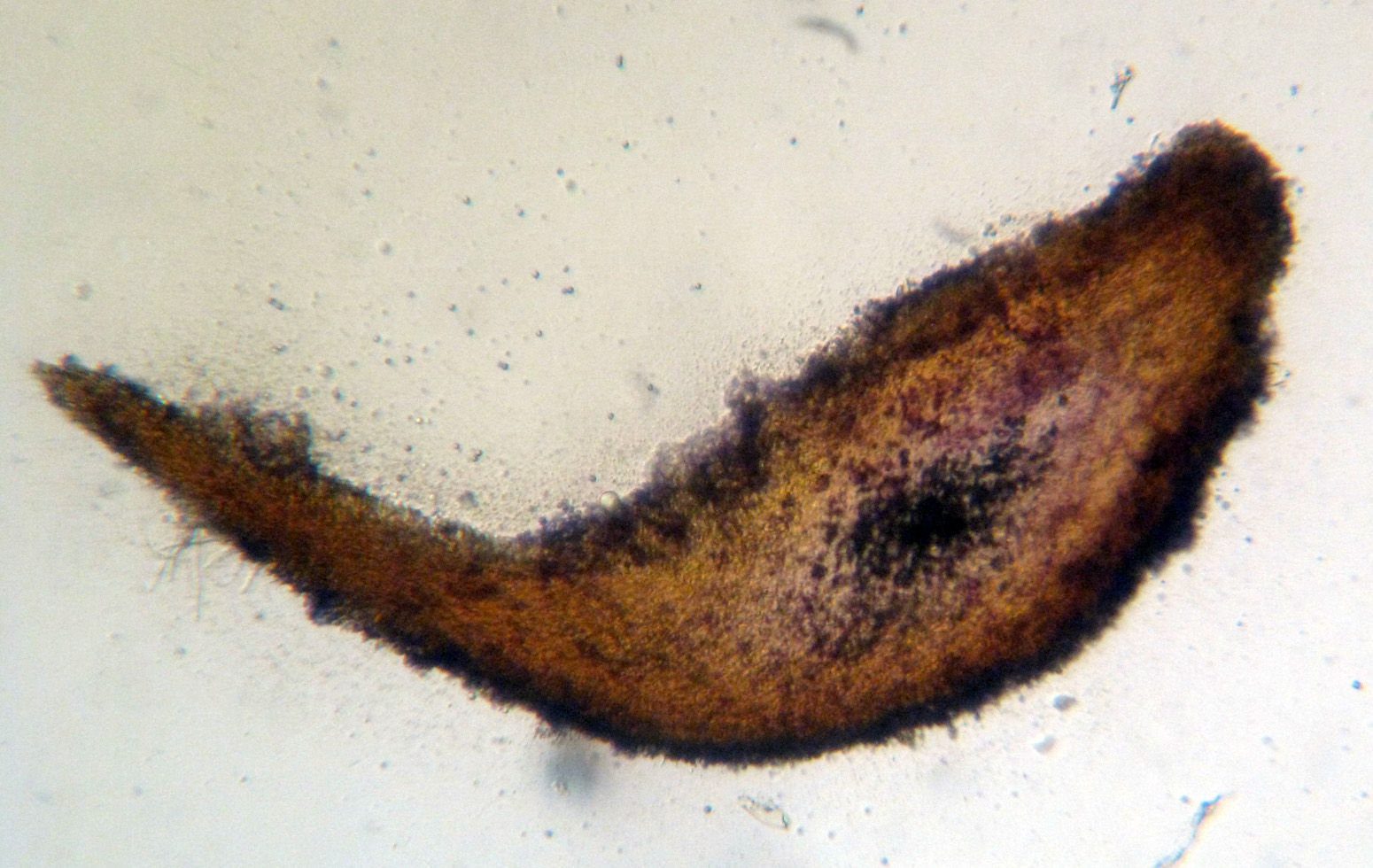
Stekel onder de microscoop gekleurd met Melzers reagens